# Nadia Lutfi

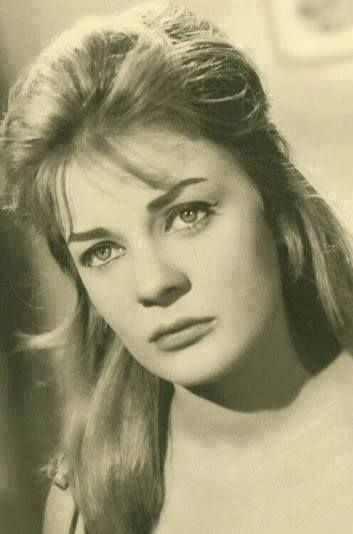
Nadia Lutfi vor 1970

Nadia Lutfi (geb. 3. Januar 1937 als Paula Mohamed Mostafa Shafiq; gest. 4. Februar 2020) war eine ägyptische Schauspielerin. Sie hat in über 50 Spielfilmen mitgewirkt und gilt als einer der Stars des Ägyptischen Kinos.

## Frühes Leben
Nadia Lutfi ist im Italienischen Spital von Kairo geboren. Ihr Geburtsname war Paula Mohamed Mostafa Shafiq und Nadia Lutfi war ihr Künstlername. Lutfi besuchte erst die Französische Schule Notre Dame, bevor sie auf die Deutsche Schule in Kairo wechselte, in welcher sie die spätere Schriftstellerin Enayat al-Zayyat kennenlernte. Während der Suezkrise von 1956 pflegte sie Patienten im Spital Al-Qasr Al-Ainy.

## Filmkarriere
Nadia Lutfi erhielt Schauspielunterricht von Abd al-Warith Asr und ursprünglich sollte sie bei einem Film von Youssef Chahine mitwirken, doch verließ Chahine das Land, bevor der Film gedreht werden konnte. So debütierte sie mit 24 Jahren im Film Soultan von Ramses Naguib, ihrem Namensgeber. Mit Chahine arbeitete sie dann im Film Tatort… Hauptbahnhof Kairo zusammen. Bis 1967 stand sie für Filmemacher wie Salah Abu Seif, Kamal El-Sheikh und natürlich auch weiterhin Chahine vor der Kamera. In Nur für Männer von 1964 spielte sie eine als Mann verkleidete Frau, welche sich für eine Stelle interessierte die nur für Männer ausgeschrieben war. In den 1960er Jahren spielte auch in zwei auf Romanen von Nagib Mahfuz basierenden Filmen mit. Als 1967 der Sechstagekrieg begann, meldete sie sich als Freiwillige um Verletzte zu pflegen. 1968 spielte sie die Bauchtänzerin Firdaus im „Mein Vater ist auf dem Baum“. Neben der Schauspielerei schrieb sie noch für das Magazin Al Mawed und während der Kriege von 1967 und 1973 war sie Mitglied der Kunstkommission des Roten Halbmondes. Während des Abnutzungskriegs zwischen Israel und Ägypten reiste sie mit anderen Schauspielerinnen wie Leila Mourad oder Tahiyya Kariokka in einem Zug durch Ägypten und sammelte Spenden für den Roten Halbmond. Ab 1973 sagte Lutfi viele Rollen ab, da ihr immer wieder die gleichen Charaktere angeboten wurden. Während des Jom Kippur Krieges meldete Lutfi sich wieder als Freiwillige und half einen Monat im Spital Al-Qasr Al-Ainy aus. Später reiste sie nach Beirut im Libanon, wo sie in Flüchtlingslagern und Spitälern tätig war.
Der Höhepunkt ihres Filmschaffens stellt laut Nadia Lutfi ein Dokumentarfilm über das Katharinenkloster im Sinai. Sie produzierte den Film 1979 selber und führte dabei auch die Regie. Sie wirkte aber auch bei anderen Dokumentarfilmen als Produzentin oder Regisseurin mit.

## Privates
Sie wurde auf den Namen Paula getauft, weil ihr Vater von einer Nonne Paula betreut wurde. Der Name Nadia Lutfi wurde ihr von Ramses Naguib, einem Filmproduzenten, gegeben und ist ein Name einer Rolle im Film Al Anam, die von Faten Hamama gespielt wurde. Nadia freute sich darüber, da sie Faten bewunderte. Es gab hartnäckige Meldungen über eine polnische Abstammung von Lutfi, welche durch ihre blonde Haarpracht, oder dass sie auf eine Deutsche Schule ging befeuert wurden, doch wird die Herkunft ihrer Eltern als Ägyptisch angegeben. Sie starb am 4. Februar 2020 in einem Spital in Maadi.